# Bebut
Der Bebut (russisch Бебут) ist ein Dolch aus dem Kaukasus und Russland.

## Beschreibung
Der Bebut hat eine gebogene, zweischneidige Klinge. Die Klinge wird vom Heft zum Ort leicht schmaler und ist ab 2/3 der Klinge leicht gebogen. Der Ort ist spitz. Die Klinge hat meist zwei Hohlschliffe, rechts und links des Mittelgrates. Das Heft hat kein Parier und ist aus Holz oder Metall. Die Griffschalen werden üblicherweise mit zwei Nieten mit großem Kopf auf der Angel befestigt. Die Scheiden sind in der Regel aus Holz und mit schwarzgefärbtem Leder überzogen. Der Bebut ist eine Version des Kindjal. Er wird von Ethnien in Russland benutzt.